# Dolicheremaeus georgii
Dolicheremaeus georgii är en kvalsterart som beskrevs av Bulanova-Zachvatkina 1967. Dolicheremaeus georgii ingår i släktet Dolicheremaeus och familjen Tetracondylidae. Inga underarter finns listade i Catalogue of Life.